# Оркид (Флорида)
Оркид (енгл. Orchid) град је у америчкој савезној држави Флорида. По попису становништва из 2010. у њему је живело 415 становника.

## Демографија
Према попису становништва из 2010. у граду је живело 415 становника, што је 275 (196,4%) становника више него 2000. године.
| Група             | 2000.       | 2010.       |
| Белци             | 139 (99,3%) | 403 (97,1%) |
| Афроамериканци    | 0 (0,0%)    | 0 (0,0%)    |
| Азијати           | 0 (0,0%)    | 4 (1,0%)    |
| Хиспаноамериканци | 1 (0,7%)    | 6 (1,4%)    |
| Укупно            | 140         | 415         |